# 大泉町立北小学校
大泉町立北小学校（おおいずみちょうりつ きたしょうがっこう）は、群馬県邑楽郡大泉町城之内一丁目にある公立小学校。

## 沿革
- 1873年12月 - 下小泉町番外一番地浄土宗勢光寺を仮用し学校を設置し、求道館と称する。生徒91名。
- 1876年9月 - 栃木県の管轄を廃して、群馬県の管轄となる。
- 1879年1月 - 分校であった上泉学校を求道学校に合併し、小泉学校と改称する。
- 1885年1月 - 第177学区邑楽第14尋常小学校と称する。
- 1886年4月 - 教育令改正により、第236学区小泉尋常小学校と称する
- 1888年2月 - 小泉尋常小学校となる。児童数132名。
- 1889年11月 - 上小泉村字城の内に校舎新築、常光寺より移転、本校と高等小学校第一分教場開校式挙行。
- 1910年4月 - 高等科を設置。
- 1915年8月 - 南方校舎一棟を改築移転する。
- 1927年3月 - 日本とアメリカの親善の使節として、アメリカから青い目の人形が贈られる。
- 1931年7月 - 新校舎の上棟式が行われる。
- 1932年
  - 1月 - 濱野講堂の上棟式が行われる。
  - 4月 - 校舎建築落成式が行われる。
- 1941年
  - 3月 - 小泉尋常高等小学校と改称する。
  - 4月 - 国民学校令により、小泉町国民学校と改称し、修業年限は8年となる。
- 1946年9月 - 学校援護会創立総会（日本最初のPTA）
- 1947年4月 - 6・3制実施により、小泉町立小泉小学校となる。
- 1948年4月 - 中学校校舎を一部使用し授業を行う。
- 1957年4月 - 小泉町、大川村合併により大泉町立小泉小学校となる
- 1958年4月 - 大泉町立北小学校となり現在に至る。
- 1961年5月 - 特殊学級開設。
- 1962年
  - 4月 - 校章制定。
  - 11月 - 校歌制定。
- 1963年3月 - 校旗制定。
- 1967年12月 - 給食室増設工事。
- 1973年12月 - 開校100周年記念式典挙行。
- 1976年8月 - 体育館建築地鎮祭挙行。
- 1977年
  - 2月 - 濱野講堂を解体する。
  - 10月 - 体育館が完成する。新校舎建設工事がはじまる。
- 1978年4月 - 新校舎第1期工事が終わり、高学年棟が完成する。
- 1979年
  - 1月 - 新校舎第2期工事が終わり、管理棟が完成する。
  - 6月 - 言語棟が完成し、言語教室が開設される。
  - 11月 - 新校舎第3期工事が終わり、低学年棟が完成する。
- 1980年
  - 2月 - 校庭が整備され、バックネット・体育小屋・屋外便所・遊具が設置される。
  - 3月 - 新校舎竣工式が挙行。
- 1981年
  - 1月 - 校舎東側舗装工事完成。
  - 3月 - 群馬県の地形に模した観察池が完成。日時計（卒業生記念品）と花壇（PTA寄贈）が完成。
- 1983年
  - 4月 - 大泉町立東小学校を新設し、1区・27区・28区が北小学区から分離。
  - 8月 - 校内カラーテレビ放送設備工事が完了する。
- 1984年3月 - 校章（卒業記念品）を北棟玄関に設置。
- 1987年8月 - 校庭西側のコンクリート外柵工事。
- 1988年8月 - 校庭中央部陥没補修工事。
- 1989年
  - 3月 - 校庭周辺防犯等設置工事。
  - 12月 - 校庭散水設備改修工事。
- 1990年8月 - 校庭照明改修工事。
- 1991年12月 - 全学級のファンヒーターを取替え。
- 1992年
  - 7月 - 高学年棟内外装工事、体育館外装工事。
  - 10月 - パソコンルームにパソコン40台設置。
- 1993年7月 - 低学年棟外装工事、教室カーテン取替え。
- 1994年2月 - 体育館暗幕、緞帳取替え工事。
- 1998年7月 - 管理棟内装工事。
- 1999年8月 - 校舎西校庭舗装工事、公用車用車庫設置。
- 2000年8月 - パソコンルームのネットワーク工事。
- 2001年
  - 3月- プール改修。
  - 8月 - パソコンルームに新型パソコン導入。
- 2002年8月 - 音楽室改修、保健室エアコン設置。
- 2004年
  - 3月 - 創立130周年記念式典挙行。
  - 4月 - 北棟1階教室、児童昇降口にスロープ設置
  - 7月 - 滑り台新設工事、南棟黒板張替え。
  - 8月 - 浄化槽修理。
- 2005年
  - 1月 - 北門を改修。
  - 4月 - 南棟1階教室、児童昇降口、体育館にスロープ設置。
  - 6月 - 普通教室・図書室にエアコン設置。
- 2006年9月 - パソコンルームに新型パソコン導入。
- 2009年4月 - 2学期制から3学期制に復す。
- 2010年7月 - 周辺樹木大規模剪定。
- 2011年4月 - 時計塔取替。また、同月から翌月にかけて、3月11日に発生した東日本大震災による校舎・体育館窓ガラス改修工事。
- 2012年11月 - 体育館耐震改修工事完成。
- 2013年11月 - 南校舎耐震改修工事完成。
- 2014年11月 - 管理棟耐震改修工事完成。
- 2015年11月 - 北校舎耐震改修工事完成。校庭に学童施設建設開始。
- 2016年8月 - 周辺樹木大規模剪定。
- 2017年10月 - プール改修工事。
- 2018年
  - 3月 - 北棟屋上工事。
  - 8月 - 理科室エアコン設置。
  - 12月 - 周辺樹木大規模剪定。
- 2019年
  - 6月 - 図書室エアコン設置。屋外放送設備一式交換工事。
  - 8月 - パソコン室等端末入れ替え（児童用タブレット型PC導入）。

### この節の出典
- 学校の沿革（学校ホームページ内）

## 学区
- 群馬県邑楽郡大泉町[1]
  - 東小泉2丁目の一部、3丁目の一部
  - 中央2丁目の一部、3丁目の一部
  - 城之内
  - 上小泉の一部
  - 下小泉の一部
  - 北小泉
  - いずみ1丁目
  - 西小泉
  - 住吉の一部
  - 富士2丁目、3丁目の一部

## 周辺
- 大泉町福祉作業所 - 町道をはさんで、敷地が隣接。
- 休泊川
- 正眼寺 - 町道をはさんで、敷地が隣接。
  - なお、正眼寺以外の寺院も点在する。
- 大泉町城部公民館
- 泉ヶ丘珠算学校
- 大泉町立北中学校
- 城之内公園
  - 小泉城跡
- 大泉町立図書館
- 群馬県道142号綿貫篠塚線

## 交通
- 東武鉄道小泉線西小泉駅から、学校南門まで、徒歩約600m弱・約9分。

## 主な卒業生
- 金井俊文 - ヨーロッパを拠点に活動するオーケストラ指揮者 (第16回上毛芸術文化賞受賞)